# دستگیر کردن

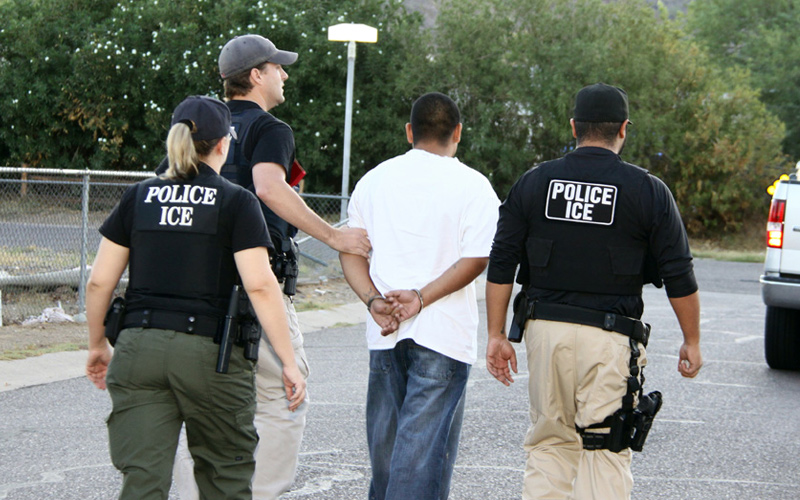
مردی که توسط مأموران اعمال مهاجرت و گمرک ایالات متحده (ICE) دستگیر شد

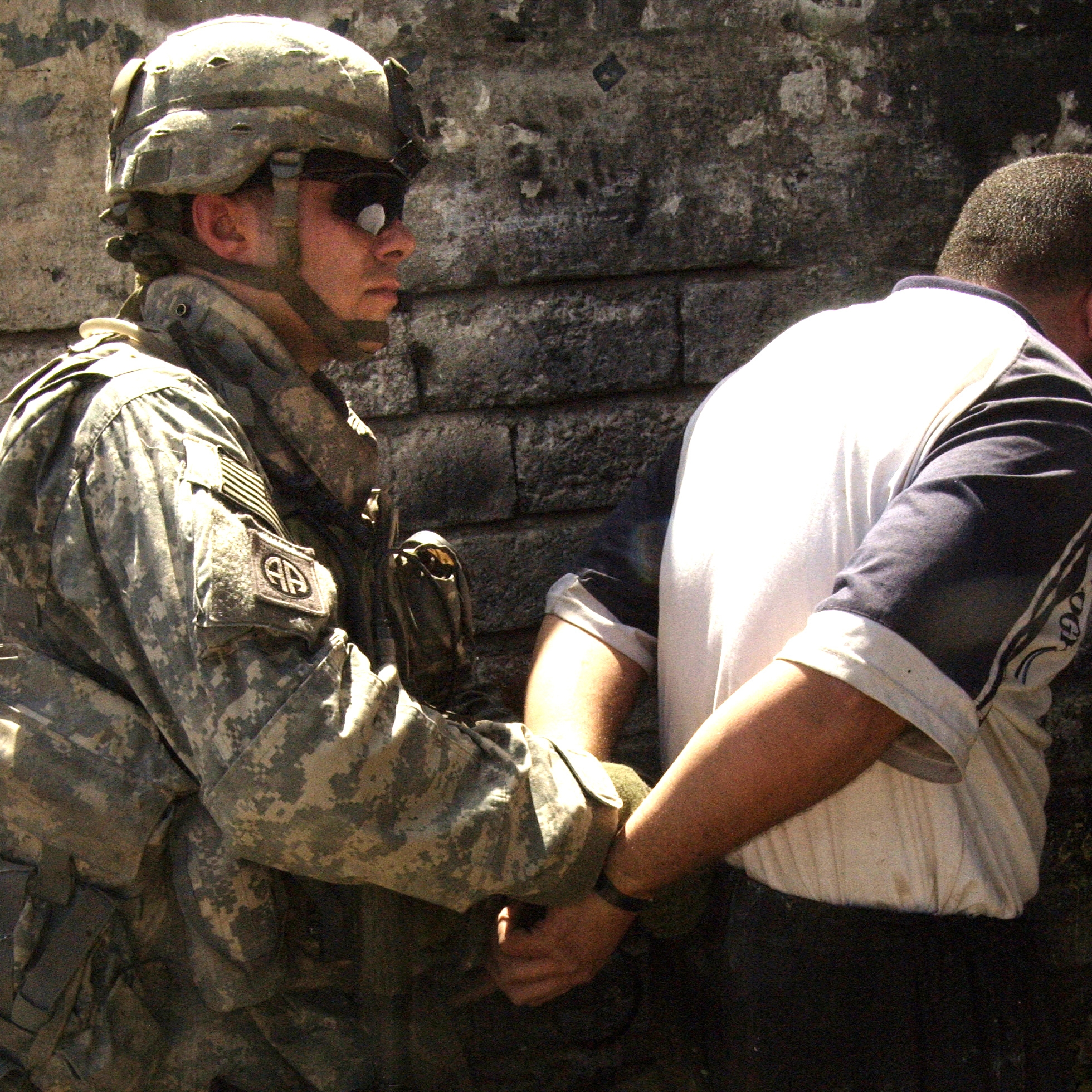
یک سرباز ارتش ایالات متحده در ژوئن 2007 ، در جریان جنگ عراق ، فردی را دستگیر می کند.

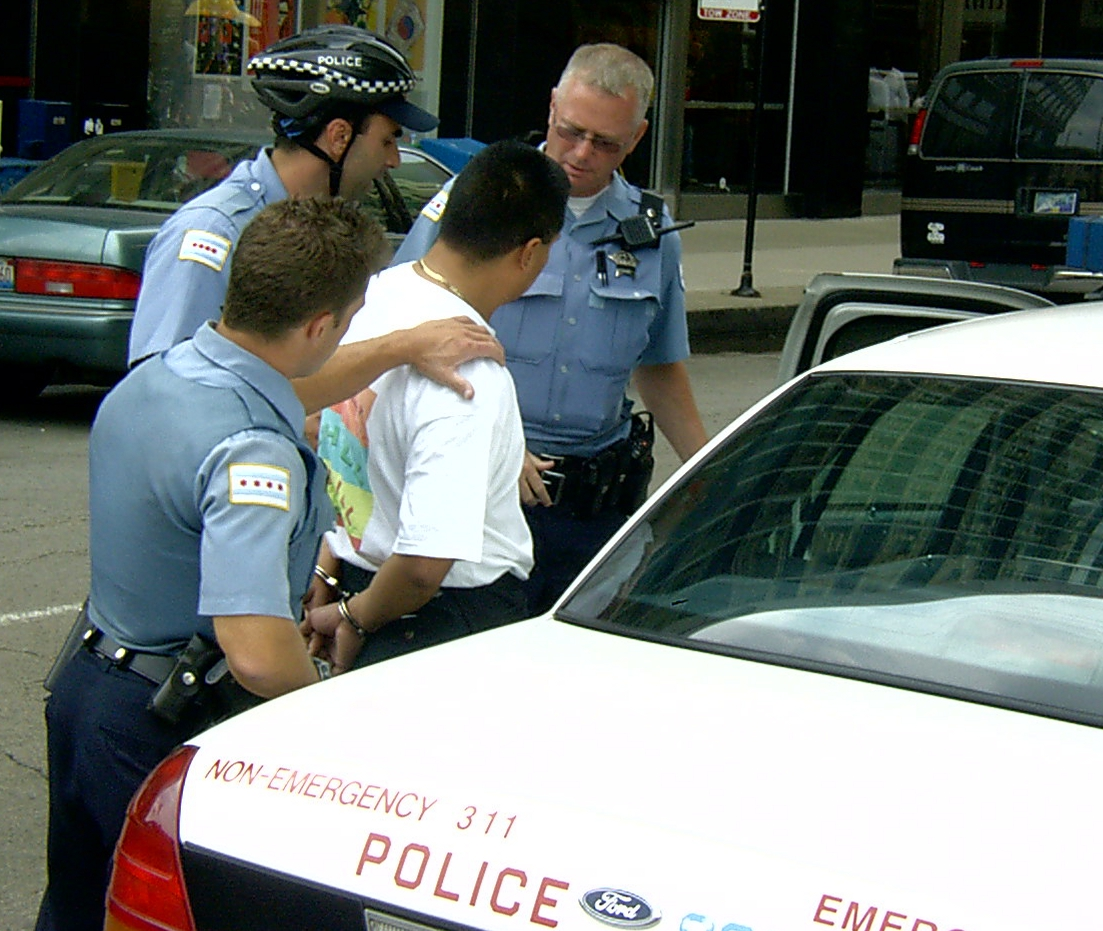
افسران پلیس مردی را در شیکاگو ، ایالات متحده بازداشت کردند

دستگیر کردن به تسلط و دستبند زدن پلیس به مجرم گفته می‌شود.

## دلایل

### مظنون منطقی
مظنون منطقی درجه پایینی از مظنونیت است. به این مفهوم که وضعیت های تجریدی وجود دارند که تا حدی قوی حاکی از آن هستند که فرد مرتکب جُرم مورد سوء ظن شده باشد.

### مظنون به دلایل احتمالی
مظنون به دلایل احتمالی درجه بالاتری از مظنونیت است. مظنونیت علیه یک فرد با قضاوت عینی بروز می کند که مجوز و مبنای آن وجود ادله ثبوت در یک پرونده است.

### دلایل کافی برای اقامه دعوی
در اینجا به وجود مبناهای عینی توجه می شود که انتظار برود دادگاه حکم محکومیت صادر خواهد کرد. دادستان بایستی در مورد وجود دلایل کافی برای اقامه دعوی علیه یک فرد موضع گیری کند.

## تاریخ
خواکین گوزمن قاچاقچی مکزیکی بزرگ مواد مخدر و رهبر کارتل سینالوآ در سال ۲۰۱۴ در یک عملیات مشترک بین تفنگداران دریایی مکزیک، اداره مبارزه با مواد مخدر آمریکا، اداره مارشال آمریکا در هتل محل اقامتش بازداشت شد.

## رفتارها

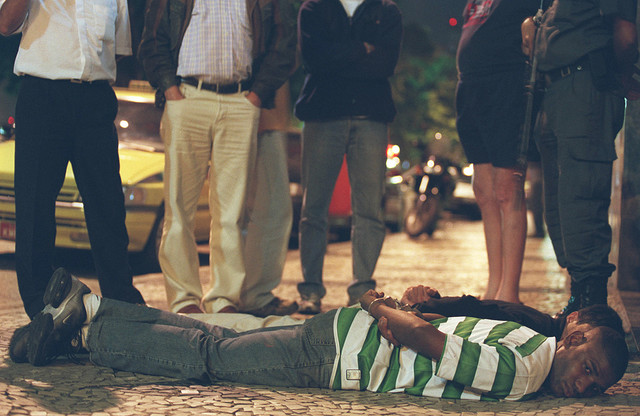
دستگیری یک آدم ربا در برزیل

در جوامع مختلف نسبت به ارتکاب جرایم، نوع دستگیر شدن نیز متفاوت است.